# Woody Woodpecker (2018)
Woody Woodpecker (no Brasil como Pica-Pau) é um websérie de animação americana, produzido pelo Universal Studios e Splash Studios. A série foi baseada das série de curta-metragens clássicas e o personagem de mesmo nome criado por Walter Lantz, estreou em 3 de dezembro de 2018 no canal oficial do YouTube.
Em 21 de outubro de 2020, um trailer de uma segunda temporada foi lançado no canal oficial do Pica-Pau no YouTube. A segunda temporada foi lançada em 28 de outubro de 2020. Em 4 de novembro de 2022, um trailer da terceira temporada foi lançado, a temporada estreou em 6 de novembro de 2022.
Em 21 de março de 2023, foi anunciado que novos curtas seriam lançados no Kabillion.

## Produção
Em 22 de novembro de 2018, Deadline Hollywood informou que Universal 1440 Entertainment estava produzindo uma nova série de dez curtas de animação exclusivamente para os oficiais de "Woody Woodpecker" no YouTube em Português do Brasil, Espanhol e Inglês. A primeira temporada foi dirigida por Alex Zamm, que também dirigiu o filme live-action de 2017.

## Elenco
| Personagem      | Voz Original                                                           | Dublador(a)                                                           |
| --------------- | ---------------------------------------------------------------------- | --------------------------------------------------------------------- |
| Pica-Pau        | Eric Bauza                                                             | Sérgio Stern                                                          |
| Winnie Pica-Pau | Tara Strong                                                            | Erika Menezes (1° temporada) Amanda Manso (2° temporada - presente)   |
| Lasquita        | Tara Strong                                                            | Fernandinha Vandelli (1° - 2° temporada) Eduarda Móras (3° temporada) |
| Zeca Urubu      | Kevin Michael Richardson                                               | Ricardo Rossatto                                                      |
| Leôncio         | Tom Kenny                                                              | Flávio Back                                                           |
| Toquinho        | Nika Futterman                                                         | Luís Felipe Mello (1° - 2° temporada) Arthur Móras (3° temporada)     |
| Andy Panda      | Scott Weil                                                             | Wirley Contaifer                                                      |
| Picolino        | Brad Norman (1° temporada) Dee Bradley Baker (2° temporada - presente) | João Cappelli                                                         |
| Luiz            | Bernardo De Paula                                                      | Manolo Rey                                                            |
| Sra. Pica-Pau   | Candi Milo                                                             | Jeane Marie                                                           |

## Episódios
| Temporada | Temporada | Episódios | Episódios | Originalmente lançado | Originalmente lançado  |
| Temporada | Temporada | Episódios | Episódios | Estreia da temporada  | Final da temporada     |
| --------- | --------- | --------- | --------- | --------------------- | ---------------------- |
|           | 1         | 10        | 10        | 3 de dezembro de 2018 | 3 de dezembro de 2018  |
|           | 2         | 10        | 10        | 28 de outubro de 2020 | 25 de novembro de 2020 |
|           | 3         | 10        | 10        | 6 de novembro de 2022 | 6 de novembro de 2022  |

### 1ª Temporada (2018)
| # | #  | Titulo                                                                     | Dirigido por | Escrito por                   | Estreia                                     | Duração |
| --- | -- | -------------------------------------------------------------------------- | ------------ | ----------------------------- | ------------------------------------------- | ------- |
| 1 | 1  | "A Confusão Vem no Espaço (BR)" "Invasion of the Birdy Snatchers"          | Alex Zamm    | William Robertson e Alex Zamm | 3 de dezembro de 2018 3 de dezembro de 2018 | 6:50    |
| Um par de alienígenas desajeitados chamados Glorbnorb III e Todd chegam à Terra para sequestrar um espécime terrestre, mas eles encontram Pica-Pau.                                                            |    |                                                                            |              |                               |                                             |         |
| 2 | 2  | "Cuidado com o Cupido (BR)" "I'm With Cupid, Stupid"                       | Alex Zamm    | William Robertson e Alex Zamm | 3 de dezembro de 2018 3 de dezembro de 2018 | 5:50    |
| Pica-Pau faz de tudo para evitar ser atingido pelas flechas de amor do Cupido Andy no Dia dos Namorados, para que ele não se case com Winnie.                                                                  |    |                                                                            |              |                               |                                             |         |
| 3 | 3  | "A Vingança Vem á Caneta (BR)" "The Pen Is Flightier Than The Sword"       | Alex Zamm    | William Robertson e Alex Zamm | 3 de dezembro de 2018 3 de dezembro de 2018 | 6:04    |
| Quando Zeca Urubu pega a caneta do animador, ele vinga a vida de Pica-Pau de forma surreal. |    |                                                                            |              |                               |                                             |         |
| 4 | 4  | "Um Encontro Gelado (BR)" "Baby It's Cold Inside"                          | Alex Zamm    | Zac Atkinson                  | 3 de dezembro de 2018 3 de dezembro de 2018 | 6:06    |
| Durante uma nevasca fora da casa de Pica-Pau, o encontro romântico de Pica-Pau com Winnie é interrompido pelo Picolino.                                                                                        |    |                                                                            |              |                               |                                             |         |
| 5 | 5  | "A Batalha pelo Último Presente (BR)" "No Time Like a Present"             | Alex Zamm    | Marty Isenberg                | 3 de dezembro de 2018 3 de dezembro de 2018 | 6:10    |
| Pica-Pau e Leôncio entram em uma batalha épica sobre um novo console de videogame quando há apenas um na loja.                                                                                                 |    |                                                                            |              |                               |                                             |         |
| 6 | 6  | "Bagunça na Véspera de Natal (BR)" "Christmess Eve"                        | Alex Zamm    | William Robertson e Alex Zamm | 3 de dezembro de 2018 3 de dezembro de 2018 | 6:13    |
| Leôncio está determinado a colher a maior árvore de Natal da floresta, que é a casa de Pica-Pau. |    |                                                                            |              |                               |                                             |         |
| 7 | 7  | "Caça aos Ovos de Páscoa (BR)" "The Yolk's On You"                         | Alex Zamm    | Shaene Siders                 | 3 de dezembro de 2018 3 de dezembro de 2018 | 6:05    |
| Pica-Pau e seus amigos competem na caça anual aos ovos de Páscoa, a qual eles não hesitarão em nada para ganhar o grande prêmio.                                                                               |    |                                                                            |              |                               |                                             |         |
| 8 | 8  | "Escoteiros Atrapalhados (BR)" "Scout's Dishonor"                          | Alex Zamm    | Eric Acosta                   | 3 de dezembro de 2018 3 de dezembro de 2018 | 5:57    |
| Pica-Pau tenta ajudar Lasquita e Toquinho a ganhar seus distintivos de reconhecimento, com resultados desastrosos.                                                                                             |    |                                                                            |              |                               |                                             |         |
| 9 | 9  | "Pica-Pau e a Busca pelo Tesouro Perdido (BR)" "Quest for the Jade Jaguar" | Alex Zamm    | William Robertson e Alex Zamm | 3 de dezembro de 2018 3 de dezembro de 2018 | 6:32    |
| Enquanto estava de férias no Rio de Janeiro, Pica-Pau encontra um mapa do tesouro, resultando nele, junto com um macaco chamado Luiz, indo caçar enquanto Zeca Urubu se empenha em chegar primeiro ao tesouro. |    |                                                                            |              |                               |                                             |         |
| 10 | 10 | "O Rio Continua Lindo (BR)" "Blame It On Rio de Janeiro"                   | Alex Zamm    | Marty Isenberg                | 3 de dezembro de 2018 3 de dezembro de 2018 | 5:27    |
| Pica-Pau, Winnie e Luiz terminam em uma partida de futebol da seleção brasileira, onde o primeiro, inadvertidamente, se torna um herói nacional.                                                               |    |                                                                            |              |                               |                                             |         |

### 2ª Temporada (2020)
| # | #  | Titulo                                                | Dirigido por | Escrito por  | Estreia                                       | Duração |
| --- | -- | ----------------------------------------------------- | ------------ | ------------ | --------------------------------------------- | ------- |
| 11 | 1  | "Distorção Temporal (BR)" "Time Warped"               | Mike Milo    | David Skelly | 28 de outubro de 2020 28 de outubro de 2020   | 6:25    |
| Pica-Pau viaja em uma máquina do tempo para consertar um erro que fez com que sua inimizade com Leôncio terminasse para sempre.       |    |                                                       |              |              |                                               |         |
| 12 | 2  | "Travessuras Assombradas (BR)" "Haunted Hijinks"      | Mike Milo    | Matt Craig   | 28 de outubro de 2020 28 de outubro de 2020   | 6:17    |
| Pica-Pau entra em uma casa mal-assombrada na tentativa de convencer Toqunho e Lasquita de que não há fantasma dentro.                 |    |                                                       |              |              |                                               |         |
| 13 | 3  | "Natureza Muito Louca (BR)" "Nature Nuts"             | Mike Milo    | Ken Pontac   | 4 de novembro de 2020 4 de novembro de 2020   | 6:40    |
| Pica-Pau entra no trabalho de dois documentaristas falando sobre a natureza.                                                          |    |                                                       |              |              |                                               |         |
| 14 | 4  | "Guerras das Penas (BR)" "Birds of a Feather"         | Mike Milo    | David Skelly | 4 de novembro de 2020 4 de novembro de 2020   | 6:03    |
| Para participar de um desfile de carnaval, Pica-Pau precisa roubar as penas de um pavão para criar uma máscara.                       |    |                                                       |              |              |                                               |         |
| 15 | 5  | "Acorda Pica-Pau (BR)" "Woody's Wake Up"              | Mike Milo    | Ken Pontac   | 11 de novembro de 2020 11 de novembro de 2020 | 6:27    |
| Pica-Pau não consegue ter uma noite bem merecida para dormir quando seus sobrinhos Toquinho e Lasquita decidem visitar sua casa.      |    |                                                       |              |              |                                               |         |
| 16 | 6  | "O Pássaro e as Abelhas (BR)" "The Bird and the Bees" | Mike Milo    | Matt Craig   | 11 de novembro de 2020 11 de novembro de 2020 | 6:13    |
| Depois de enfurecer um grande enxame de abelhas, Pica-Pau tenta se livrar delas com a ajuda de Leôncio e Picolino.                    |    |                                                       |              |              |                                               |         |
| 17 | 7  | "Picolino Grelhado (BR)" "Chilly Grilly"              | Mike Milo    | Matt Craig   | 18 de novembro de 2020 18 de novembro de 2020 | 6:03    |
| Quando Picolino invade o churrasco do Pica-Pau e come todos os hambúrgueres, Pica-Pau acredita que Leôncio é o culpado.               |    |                                                       |              |              |                                               |         |
| 18 | 8  | "Madeira de Lei (BR)" "War of the Woods"              | Mike Milo    | Eric Acosta  | 18 de novembro de 2020 26 de novembro de 2020 | 5:45    |
| Pica-Pau e Zeca Urubu competem entre si para obter a grande recompensa do Concurso de Escultura em Madeira.                           |    |                                                       |              |              |                                               |         |
| 19 | 9  | "O Que a Winnie Quer? (BR)" "Winnie's Wish"           | Mike Milo    | Ken Pontac   | 25 de novembro de 2020 25 de novembro de 2020 | 6:22    |
| Pica-Pau acha que Winnie está fazendo aniversário. Com isso, ele tenta presentear ela com vários presentes surpresa.                  |    |                                                       |              |              |                                               |         |
| 20 | 10 | "Pulando na Cachoeira (BR)" "Fall Guy"                | Mike Milo    | Ken Pontac   | 25 de novembro de 2020 25 de novembro de 2020 | 6:18    |
| Pica-Pau aparece no caminho para descer as Cataratas do Iguaçu em um barril, enquanto Leôncio trabalhando como guarda, tenta detê-lo. |    |                                                       |              |              |                                               |         |

### 3ª Temporada (2022)
| #                                                                                                | #  | Titulo                                                          | Dirigido por | Escrito por                   | Estreia                                      | Duração |
| ------------------------------------------------------------------------------------------------ | -- | --------------------------------------------------------------- | ------------ | ----------------------------- | -------------------------------------------- | ------- |
| 21                                                                                               | 1  | "O Crista Escarlate (BR)" "The Crimson Crest"                   | Mike Milo    | Rob Fleming & Rob Janas       | 6 de novembro de 2022 6 de novembro de 2022  | 6:31    |
| Pica-Pau e Leôncio disputam um campeonato de luta livre para conquistar o cinturão.              |    |                                                                 |              |                               |                                              |         |
| 22                                                                                               | 2  | "Carne Fresca (BR)" "Meat and Greet"                            | Mike Milo    | Rob Fleming & Rob Janas       | 6 de novembro de 2022 6 de novembro de 2022  | 6:24    |
| Pica-Pau trava um programa de master-chef estrelado por um lobo vegetariano.                     |    |                                                                 |              |                               |                                              |         |
| 23                                                                                               | 3  | "Um Dedo na Torta (BR)" "Finger in the Pie"                     | Mike Milo    | Ken Pontac                    | 6 de novembro de 2022 6 de novembro de 2022  | 6:30    |
| Depois de sair da prisão, Zeca Urubu rouba a receita de torta do Pica-Pau.                       |    |                                                                 |              |                               |                                              |         |
| 24                                                                                               | 4  | "Presa de Ouro (BR)" "Gold Tusk"                                | Mike Milo    | Jim Martin                    | 6 de novembro de 2022 6 de novembro de 2022  | 6:44    |
| Em uma referência a James Bond, Pica-Pau é um espião que se infiltra em uma missão impossível.   |    |                                                                 |              |                               |                                              |         |
| 25                                                                                               | 5  | "O Tempo Fechou (BR)" "Fair Weathered Fools"                    | Mike Milo    | Harold McLaughlin & Mike Milo | 6 de novembro de 2022 6 de novembro de 2022  | 6:32    |
| Pica-Pau e Leôncio ajudam a restaurar a ordem na Mãe Natureza... para pior.                      |    |                                                                 |              |                               |                                              |         |
| 26                                                                                               | 6  | "A Mãe de Todos os Problemas (BR)" "The Mother of All Problems" | Mike Milo    | Matt Craig and Ken Pontac     | 6 de novembro de 2022 6 de novembro de 2022  | 6:18    |
| Pica-Pau tenta impedir Winnie de conhecer sua mãe durante uma visita.                            |    |                                                                 |              |                               |                                              |         |
| 27                                                                                               | 7  | "A Presa da Meia-Noite (BR)" "From Dusk til Dawn"               | Mike Milo    | Rob Fleming & Rob Janas       | 6 de novembro de 2022 6 de novembro de 2022  | 6:29    |
| Leôncio como um caçador de vampiros, precisa salvar suas presas do pequeno conde Picolino.       |    |                                                                 |              |                               |                                              |         |
| 28                                                                                               | 8  | "O Pica-Pau Jurássico (BR)" "Jurassic Woody"                    | Mike Milo    | Ken Pontac                    | 6 de novembro de 2022 6 de novembro de 2022  | 6:21    |
| Pica-Pau, como um homem das cavernas, salva um pequeno dinossauro em uma aventura pré-histórica. |    |                                                                 |              |                               |                                              |         |
| 29                                                                                               | 9  | "Turma Dispensada (BR)" "Class Dismissed"                       | Mike Milo    | Rob Fleming & Rob Janas       | 6 de novembro de 2022 6 de novembro de 2022  | 6:38    |
| Pica-Pau, Toquinho e Lasquita criam um monstro viscoso depois de usar um kit de ciências.        |    |                                                                 |              |                               |                                              |         |
| 30                                                                                               | 10 | "Pista Espacial (BR)" "Space Track"                             | Mike Milo    | ASD                           | 12 de dezembro de 2022 12 de janeiro de 2023 | 5ː28    |
| Em uma paródia de Star Trek, Pica-Pau e seus amigos vivem uma aventura no espaço.                |    |                                                                 |              |                               |                                              |         |